# Straight Lines
Straight Lines és el primer senzill publicat del cinquè àlbum de la banda australiana de rock alternatiu Silverchair, Young Modern. La cançó va debutar directament al primer lloc de la llista de senzills australiana (ARIA Singles Chart), fet que no aconseguia el grup des del seu segon àlbum amb el senzill "Freak" l'any 1997. Va ser acreditat amb doble disc de platí a Austràlia combinant les vendes digitals i les físiques, igualant la seva millor marca amb del senzill, "Tomorrow". Es va mantenir en la llista dels millors cinquanta senzills durant més de quaranta setmanes.
A diferència de l'anterior àlbum, Daniel Johns no va compondre totes les cançons en solitari, sinó que va acompanyar-se d'altres músics. Aquesta cançó la va escriure juntament amb Julian Hamilton de The Presets, que posteriorment en farien una versió. "Straight Lines" (en català, línies rectes) és una cançó positiva i optimista que parla sobre el sentiment de sentir-se solitari en el món, però fent l'esforç per superar-se a si mateix i sobreposar-se a aquesta situació. Representa que s'està anat pel bon camí i que seguint així s'aconseguirà sortir del túnel. La cançó és autobiogràfica del cantant Daniel Johns que en diferents etapes de la seva joventut va patir greus problemes físics i psicològics que va aconseguir superar com ara una anorèxia, una depressió i una artritis reactiva.
En la gala de premis de la indústria musical australiana del 2007, el senzill va ser guardonat com a millor senzill de l'any i com a senzill més venut de l'any gràcies a ser la cançó més escoltada en les emissores australianes.
El videoclip, dirigit per Paul Goldman i Alice Bell, es va filmar en l'estació de ferrocarril del Parc Olímpic de Sydney. En ell hi apareixen el grup juntament amb un grup de fans reals que van ser invitats a participar en el rodatge. El videoclip va ser guardonat com a millor vídeo en la gala dels ARIA Awards del 2007 i com a millor vídeo rock en la gala MTV Video Music Awards del 2008.

## Llista de cançons
CD Senzill AUS (ELEVENCD62)
1. "Straight Lines"
2. "All Across the World"
3. "Sleep All Day" (demo)
4. "I Don't Wanna Be the One" (directe)

Promo CD AUS (ELEVENCDPRO62)
1. "Straight Lines" (audio)
2. "Straight Lines" (vídeo)

- Aquesta versió apareix en DVD Metal box

Promo CD US (X)
1. "Straight Lines"